# 바츨라프 프로스팔
바츨라프 프로스팔(체코어: Václav Prospal, 1975년 2월 17일 ~ )은 체코의 아이스하키 선수, 지도자로 포지션은 레프트윙, 센터이다. 16년 동안 내셔널 하키 리그(NHL)의 필라델피아 플라이어스, 오타와 세너터스, 플로리다 팬서스, 탬파베이 라이트닝, 마이티 덕스 오브 애너하임, 뉴욕 레인저스, 콜럼버스 블루재키츠에서 활동했으며, 은퇴 후에는 체코의 아이스하키팀인 모토르 체스케부데요비체의 감독으로 활동하고 있다.